# Dębinki (rejon miorski)
Dębinki – dawny folwark i leśniczówka. Tereny, na których leżały, znajdują się obecnie na Białorusi, w obwodzie witebskim,  w rejonie miorskim, w sielsowiecie Uźmiony.

## Historia
W czasach zaborów folwark w gminie Leonpol, w powiecie dzisieńskim, w guberni wileńskiej Imperium Rosyjskiego
W latach 1921–1945 folwark i leśniczówka leżały w Polsce, w województwie wileńskim, w powiecie dziśnieńskim (od 1926 w powiecie brasławskim), w gminie Leonpol.
Według Powszechnego Spisu Ludności z 1921 roku zamieszkiwało:
- folwark – 44 osoby, 25 było wyznania rzymskokatolickiego a 19 prawosławnego. Jednocześnie 19 mieszkańców zadeklarowało polską a 25 białoruską przynależność narodową. Były tu 2 budynki mieszkalne[2]. W 1931 w 2 domach zamieszkiwało 16 osób[3].
- leśniczówkę – 8 osób, 25 było wyznania rzymskokatolickiego a 19 prawosławnego. Jednocześnie 19 mieszkańców zadeklarowało polską a 25 białoruską przynależność narodową. Był tu 1 budynek mieszkalny[2]. W 1931 w 1 domu zamieszkiwało 7 osób[3].

Wierni należeli do parafii rzymskokatolickiej i prawosławnej w Leonpolu. Miejscowość podlegała pod Sąd Grodzki w Drui i Okręgowy w Wilnie; właściwy urząd pocztowy mieścił się w Leonpolu.